# Lilale
Lilale  est une localité du Cameroun, située dans l'arrondissement de Muyuka, le département du Fako et la région du Sud-Ouest.

## Population
En 1967, Lilale  comptait 77 habitants, principalement des Bakweri. Lors du recensement de 2005, on a dénombré 931 personnes.